# Kurt Browning
Kurt Browning, CM (* 18. Juni 1966 in Rocky Mountain House, Alberta) ist ein ehemaliger kanadischer Eiskunstläufer, der im Einzellauf startete. Er ist der Weltmeister von 1989 bis 1991 und 1993.
Er wuchs zusammen mit seinem älteren Bruder und seiner älteren Schwester in Caroline (Alberta) auf. 
Er wurde insgesamt viermal Weltmeister im Eiskunstlaufen (1989, 1990, 1991, 1993), so oft wie kein Kanadier in der Geschichte, konnte aber bei Olympischen Spielen nie eine Medaille gewinnen. 1994 trug der dreimalige Olympiateilnehmer bei den Olympischen Winterspielen in Lillehammer beim Einmarsch der Nationen die kanadische Fahne.
Am 25. März 1988 sprang er den ersten fehlerfreien vierfachen Sprung – einen Vierfach-Toeloop – in einem Wettbewerb (Weltmeisterschaft) und ist damit im Guinnessbuch der Rekorde verzeichnet. Außerdem ist er für seine exzellente Schlittschuhtechnik bekannt.
1994 beendete Browning seine Amateurlaufbahn und wechselte ins Profilager. 
Am 30. Juni 1996 heiratete Browning Sonia Rodriguez, eine Haupttänzerin des nationalen Ballets von Kanada. Das Ehepaar hat zwei Söhne, Gabriel, geboren am 12. Juli 2003 und Dillon, geboren am 14. August 2007. 

## Weblinks

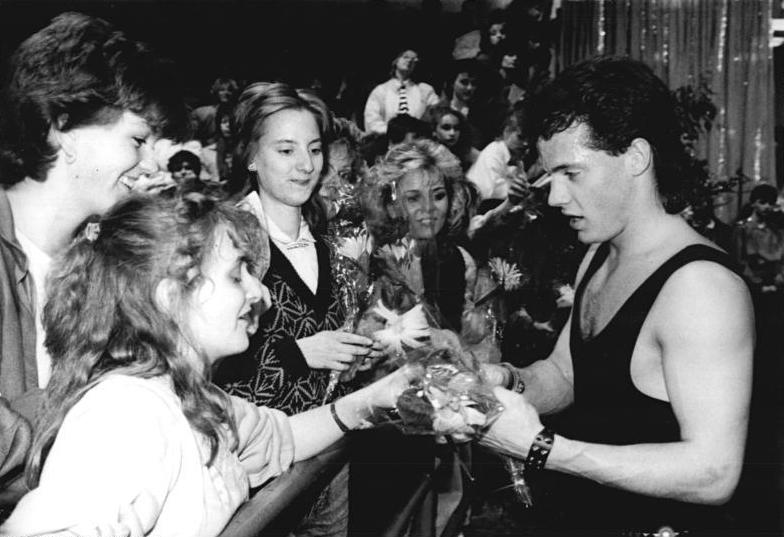
Kurt Browning, 1989

## Ergebnisse
| Wettbewerb / Jahr          | 1987 | 1988 | 1989 | 1990 | 1991 | 1992 | 1993 | 1994 |
| -------------------------- | ---- | ---- | ---- | ---- | ---- | ---- | ---- | ---- |
| Olympische Winterspiele    |      | 8.   |      |      |      | 6.   |      | 5.   |
| Weltmeisterschaften        | 15.  | 6.   | 1.   | 1.   | 1.   | 2.   | 1.   |      |
| Kanadische Meisterschaften | 2.   | 2.   | 1.   | 1.   | 1.   |      | 1.   |      |